# Zabrodzie (województwo śląskie)
Zabrodzie – wieś w Polsce położona w województwie śląskim, w powiecie zawierciańskim, w gminie Żarnowiec. 
| SIMC    | Nazwa        | Rodzaj    |
| ------- | ------------ | --------- |
| 0226201 | Na Górze     | część wsi |
| 0226218 | Na Majoracie | część wsi |

W XVIII wieku w Zabrodziu istniał młyn wodny i folusz /blech/, będące własnością szlacheckiego rodu Wierzchowskich herbu Pobóg, przybyłych tu z Lubelszczyzny.
W latach 1975–1998 miejscowość należała administracyjnie do województwa katowickiego.